# Nie mów nikomu (powieść Harlana Cobena)
Nie mów nikomu (ang. Tell No One) – powieść Harlana Cobena, która została zekranizowana. W Polsce wydana została po raz pierwszy we wrześniu 2002. Była to pierwsza wydana w Polsce powieść autora. Na jej podstawie powstał francuski film Nie mów nikomu (Ne Le Dis A Personne).

## Fabuła
Młody lekarz, David Beck udaje się wraz z żoną Elizabeth nad jezioro. W czasie wypoczynku zostają napadnięci – David jest ciężko ranny, a Elizabeth ginie. Osiem lat później Beck nadal nie może pogodzić się ze śmiercią żony. Niespodziewanie dostaje pocztą elektroniczną wiadomość od anonimowego nadawcy, która zawiera niezbity dowód, że Elizabeth jednak żyje.

## Adaptacja filmowa
Na podstawie książki został nakręcony film o tym samym tytule. Jego reżyserem jest Guillaume Canet, a w rolach głównych występują François Cluzet, Marie-Josée Croze, Andre Dussollier, Kristin Scott Thomas. Premiera filmu w Polsce odbyła się 12 października 2007.

## Wyróżnienia
- Nominacja do Nagrody im. Edgara Allana Poego (2002)[4]
- Nominacja do Anthony Award (2002)[5]